# Шарль Біло
Шарль Біло (фр. Charles Bilot, 11 березня 1883, Париж — 17 вересня 1912, Париж) — французький футболіст, що грав на позиції захисника за «Париж» та «СА Парі», а також за національну збірну Франції.

## Клубна кар'єра
У дорослому футболі дебютував 1903 року виступами за команду «Париж», в якій провів три сезони. 
1906 року перейшов до клубу «СА Парі», за який встиг відіграти 6 сезонів до своєї передчасної смерті у 1912 році. Працював лікарем в Парижі, підхопив легеневу хворобу і помер 17 вересня 1912 року на 30-му році життя.

## Виступи за збірну
1904 року дебютував в офіційних матчах у складі національної збірної Франції. Протягом наступних дев'яти років провів у її формі 6 матчів. Був учасником футбольного турніру на Олімпіаді 1908 року.